# Memoria USB
La memoria USB (Universal Serial Bus), conocida también con los nombres locales: lápiz de memoria, dedo USB, pincho USB, lápiz USB, memoria externa, memoria flash, memoria flash con puerto USB, pendrive o pen drive, es un tipo de dispositivo de almacenamiento de datos que utiliza circuitos de estado sólido para guardar datos, imágenes e información.

## Historia

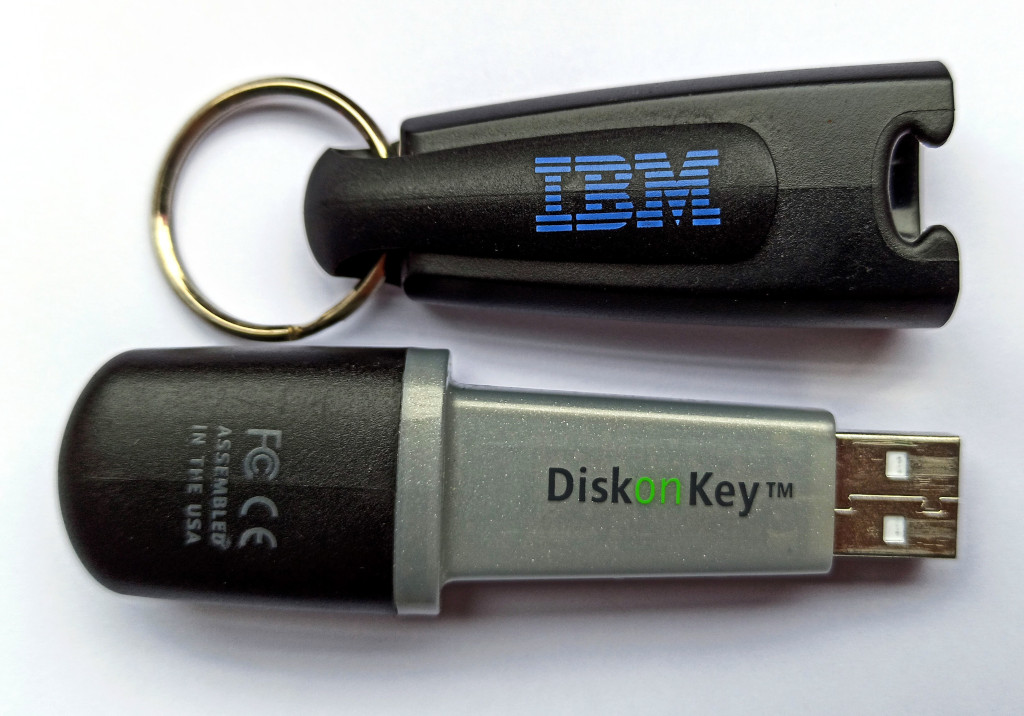
Memoria USB IBM DiskonKey

### Primera generación
Las empresas Trek Technology e IBM comenzaron a vender las primeras memorias USB en el año 2000. Trek vendió un modelo con el nombre comercial Thumbdrive, e IBM vendió las primeras unidades en Norteamérica bajo la marca DiskOnKey, desarrolladas y fabricadas por la empresa israelí M-Systems en capacidades de 8 MB, 16 MB, 32 MB y 64 MB. Estos se promovieron como los «verdaderos reemplazos del disquete», y su diseño continuó hasta los 256 MB. Los modelos anteriores de este dispositivo utilizaban baterías, en vez de la alimentación de la PC.

### Segunda generación

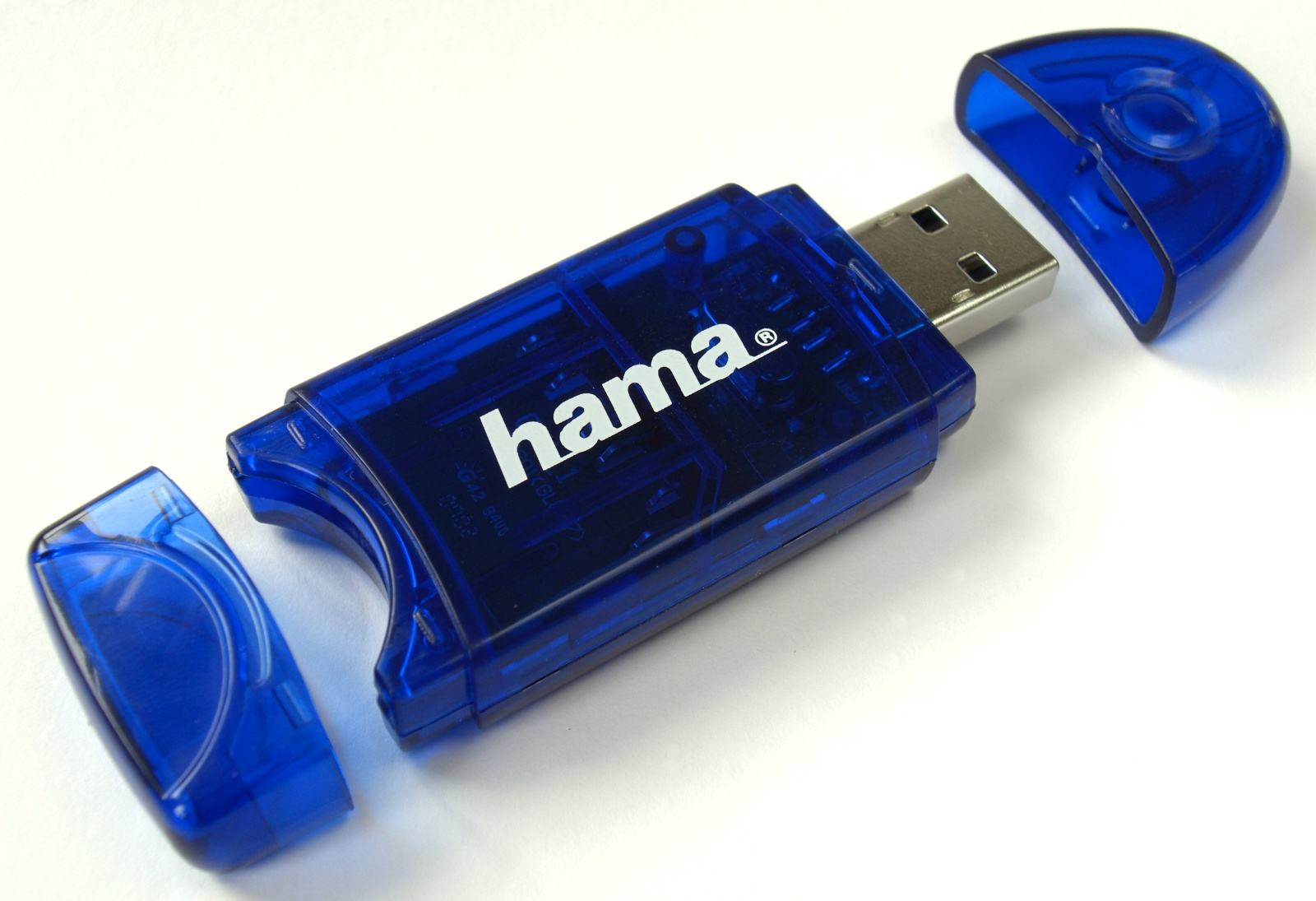
Lector de tarjetas SD, que actúa como memoria USB.

Dentro de esta generación de dispositivos existe conectividad con la norma USB 2.0. Sin embargo, no usan en su totalidad la tasa de transferencia de 480 Mbit/s que soporta la especificación USB 2.0 Hi-Speed, debido a las limitaciones técnicas de las memorias sólidas basadas en NAND. Los dispositivos más rápidos de esta generación usan un controlador de doble canal, aunque todavía están muy lejos de la tasa de transferencia posible de un disco duro de la actual generación o el máximo rendimiento de alta velocidad USB.
Las velocidades de transferencia de archivos varían considerablemente. Se afirma que las unidades rápidas más comunes pueden leer a velocidades de hasta 480 Mbit/s y escribir aproximadamente a la mitad de esa velocidad. Esto es aproximadamente 20 veces más rápido que en los dispositivos USB 1.1, que poseen una velocidad máxima de 24 Mbit/s.[cita requerida]

### Tercera generación
La norma USB 3.0 ofrece tasas de cambio de datos mejoradas enormemente en comparación con su predecesor, además de compatibilidad con los puertos USB 2.0. La norma USB 3.0 fue anunciada a finales de 2009, pero los dispositivos de consumo no estuvieron disponibles hasta principios de 2010. La interfaz USB 3.0 dispone las tasas de transferencia de hasta 4,8 Gbit/s, en comparación con los 480 Mbit/s de USB 2.0. A pesar de que la interfaz USB 3.0 permite velocidades de datos muy altas de transferencia, a partir de 2011 la mayoría de las unidades USB 3.0 Flash no utilizan toda la velocidad de la interfaz USB 3.0 debido a las limitaciones de sus controladores de memoria, aunque algunos controladores de canal de memoria llegan al mercado para resolver este problema. Algunas de estas memorias almacenan hasta 256 GB de memoria (lo cual es 1024 veces mayor al diseño inicial de M-Systems). También hay dispositivos, que aparte de su función habitual, poseen una memoria USB como aditamento incluido, como algunos ratones ópticos inalámbricos o memorias USB con ranuras para reconocer otros tipos de almacenes (microSD, m2, etc.).
En agosto de 2010, Imation anunció el lanzamiento al mercado de la nueva línea de memorias USB de seguridad Flash Drive Defender F200, con capacidades de 1 GB, 2 GB, 4 GB, 8 GB, 16 GB; 32 GB y de 64GB. Estas unidades de almacenamiento cuentan con un sensor biométrico ergonómico basado en un soporte físico que corrobora las coincidencias de las huellas dactilares de identificación, antes de permitir el acceso a la información.

## Visión general
Los primeros modelos requerían una batería, pero los actuales usan la energía eléctrica procedente del puerto USB. Estas memorias USB son resistentes a los rasguños (externos), al polvo, y algunos hasta al agua, factores que afectaban a las formas previas de almacenamiento portátil, como los disquetes, discos compactos y los DVD.
Su gran éxito y difusión les han supuesto diversas denominaciones populares relacionadas con su pequeño tamaño y las diversas formas de presentación, sin que ninguna haya podido destacar entre todas ellas. El calificativo «USB» o el propio contexto permite identificar fácilmente el dispositivo informático al que se refiere; aunque siendo un poco estrictos en cuanto al concepto, USB únicamente se refiere al puerto de conexión pertinente.

### Características
Estas memorias USB se han convertido en el sistema de almacenamiento y transporte personal de datos más utilizado, desplazando en este uso a los tradicionales disquetes y a los CD. Se pueden encontrar en el mercado fácilmente memorias USB de 1, 2, 4, 8, 16, 32, 64, 128, 256, 512 GB, y hasta 1 TB (1024 GB). Las memorias USB con capacidades más altas pueden aún estar, por su precio, fuera del rango del «consumidor doméstico». Esto supone, como mínimo, el equivalente a 180 CD de 700 MB o 91 000 disquetes de 1440 KiB aproximadamente. .

### Soporte
Los sistemas operativos actuales pueden leer y escribir en las memorias USB sin más que enchufarlas a un clavijero USB del equipo encendido, recibiendo la tensión de alimentación a través del propio conector, de 5 voltios y un consumo de 2,5 W como máximo. En equipos previos (como por ejemplo: los equipos con el Windows 98) se necesita instalar un controlador proporcionado por el fabricante. Las diversas distribuciones GNU/Linux también tienen soporte para estos dispositivos de almacenamiento desde la versión 2.4 del núcleo.

## Utilidades

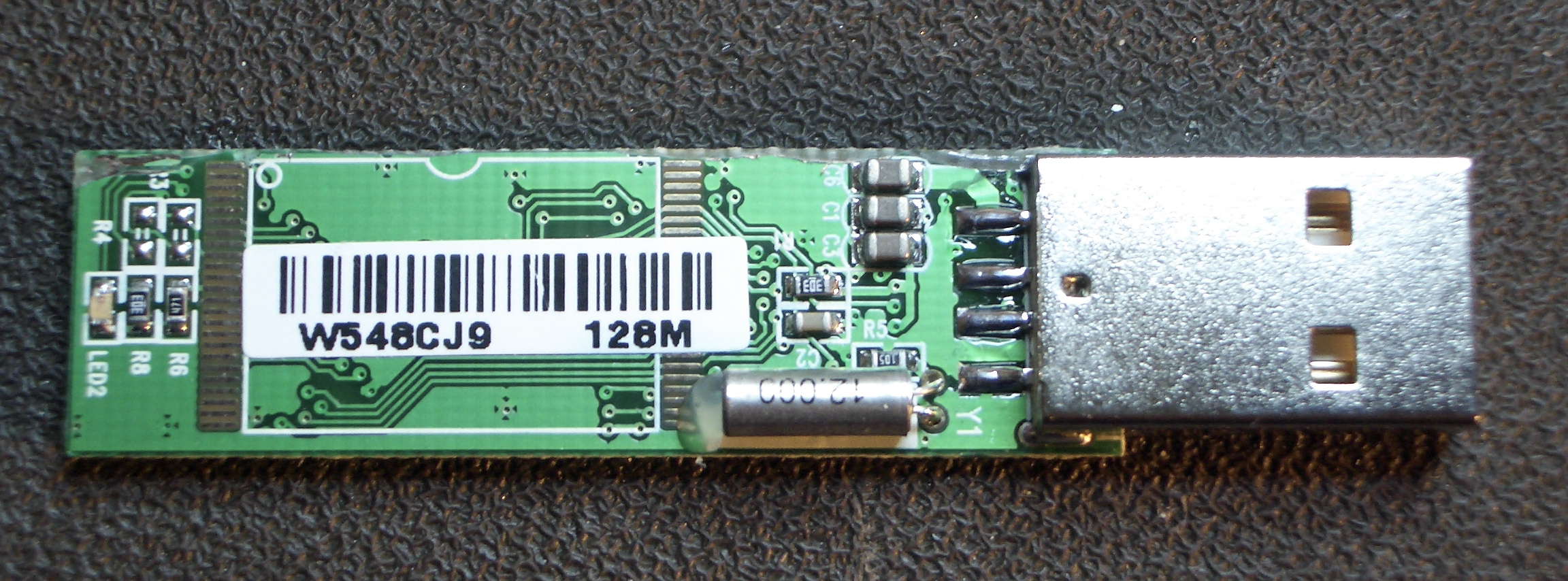
Interior de una memoria USB.

Las memorias USB son comunes entre personas que transportan datos de su casa al lugar de trabajo o escuela, o viceversa. Teóricamente pueden retener los datos durante unos 20 años y escribirse hasta un millón de veces.
Aunque inicialmente fueron concebidas para guardar datos y documentos, es habitual encontrar en las memorias USB programas o archivos de cualquier otro tipo debido a que se comportan como cualquier otro sistema de archivos.
Los nuevos dispositivos U3 para Microsoft Windows integran un menú de aplicaciones, semejante al propio menú de "Inicio", que permiten organizar archivos de imágenes, música, etc. Para memorias USB de otros fabricantes también existen colecciones basadas en logicial libre como es el caso de PortableApps.com.
La disponibilidad de memorias USB a costos reducidos ha provocado que sean muy utilizadas con objetivos promocionales, especialmente en ámbitos relacionados con la industria de la computación (por ejemplo, en eventos tecnológicos). A menudo se distribuyen de forma gratuita, se venden por debajo del precio de coste o se incluyen como obsequio al adquirir otro producto.
Habitualmente, estos dispositivos se personalizan grabando en la superficie de la carcasa de la memoria USB el logotipo de la compañía, como una forma de incrementar la visibilidad de la marca. La memoria USB puede no incluir datos o llevar información precargada (gráficos, documentación, enlaces web, animaciones Flash u otros archivos multimedia, aplicaciones gratuitas o demos). Algunas memorias USB con precarga de datos son de solo lectura; otras están configuradas con dos particiones, una de solo lectura y otra en que es posible incluir y borrar datos. Las memorias USB con dos particiones son más caras.
Las memorias USB pueden ser configuradas con la función de autoarranque (autorun) para Microsoft Windows, con la que al insertar el dispositivo arranca de forma automática un archivo específico. Para activar la función autorun es necesario guardar un archivo llamado autorun.inf con el programa apropiado en el directorio raíz del dispositivo. La función autorun no funciona en todos los ordenadores. En ocasiones esta funcionalidad se encuentra deshabilitada para dificultar la propagación de virus y troyanos que se aprovechan de este sistema de arranque.

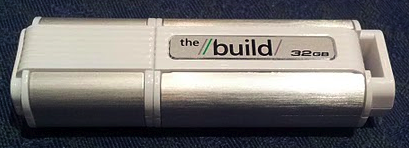
memoria USB Windows To Go.

Otra utilidad de estas memorias USB es que, si el BIOS del equipo lo admite, pueden arrancar un sistema operativo sin necesidad de CD, DVD ni siquiera disco duro. El arranque desde la memoria USB está muy extendido en ordenadores nuevos y es más rápido que con un lector de DVD-ROM. Se pueden encontrar distribuciones de Linux que están contenidas completamente en una memoria USB y pueden arrancar desde ella (véase Live CD).
Las memorias USB de gran capacidad, al igual que los discos duros o grabadoras de CD/DVD son un medio fácil para realizar una copia de seguridad, por ejemplo. Hay grabadoras y lectores de CD-ROM, DVD, disquetera o Zip que se conectan al puerto USB.
Además, desde 2008, existen equipos de sonido con un puerto USB al cual se puede conectar una memoria USB para reproducir la música contenida en él.
Como medida de seguridad, algunas memorias USB tienen posibilidad de impedir la escritura mediante un interruptor. Otros permiten reservar una parte para ocultarla mediante una clave.

### Fortalezas y debilidades
A pesar de su bajo costo y larga garantía, hay que tener muy presente que estos dispositivos de almacenamiento pueden dejar de funcionar repentinamente por accidentes diversos: variaciones de voltaje mientras están conectadas, por caídas a una altura superior a un metro, por su uso prolongado durante varios años especialmente en memorias USB antiguas.
Las unidades flash son inmunes a rayaduras y el polvo que afecta a las formas previas de almacenamiento portátiles como discos compactos y disquetes. Su diseño de estado sólido duradero significa que en muchos casos puede sobrevivir a abusos ocasionales (golpes, caídas, pisadas, pasadas por la lavadora o salpicaduras de líquidos). Esto lo hace ideal para el transporte de datos personales o archivos de trabajo a los que se quiere acceder en múltiples lugares. La casi omnipresencia de soporte USB en computadoras modernas significa que un dispositivo funcionará en casi todas partes. Sin embargo, Microsoft Windows 98 no soporta dispositivos USB de almacenamiento masivo genéricos, se debe instalar un controlador separado para cada fabricante o en su defecto conseguir genéricos. Para Microsoft Windows 95 dichos controladores son casi inexistentes.
Las unidades flash son una forma relativamente densa de almacenamiento, hasta el dispositivo más barato almacenará lo que docenas de disquetes, y por un precio moderado alcanza a los CD en tamaño o los superan. Históricamente, el tamaño de estas unidades ha ido variando de varios megabytes hasta unos pocos gigabytes. En el año 2003 las unidades funcionaban a velocidades USB 1.0/1.1, unos 1.5 Mbit/s o 12 Mbit/s. En 2004 se lanzan los dispositivos con interfaces USB 2.0. Aunque USB 2.0 puede entregar hasta 480 Mbit/s, las unidades flash están limitadas por el ancho de banda del dispositivo de memoria interno. Por lo tanto se alcanzan velocidades de lectura de hasta 100 Mbit/s, realizando las operaciones de escritura un poco más lento. En condiciones óptimas, un dispositivo USB puede retener información durante unos 10 años.
Las memorias USB implementan la norma "USB mass storage device class" (clase de dispositivos de almacenamiento masivo USB). Esto significa que la mayoría de los sistemas operativos modernos pueden leer o escribir en dichas unidades sin controladores adicionales. En lugar de exponer los complejos detalles técnicos subyacentes, los dispositivos flash exportan una unidad lógica de datos estructurada en bloques al sistema operativo anfitrión. El sistema operativo puede usar el sistema de archivos o el esquema de direccionamiento de bloques que desee. Algunas computadoras poseen la capacidad de arrancar desde memorias USB, pero esta capacidad depende de la BIOS de cada ordenador, además, para esto, la unidad debe estar cargada con una imagen de un disco de arranque.
Las memorias USB pueden soportar un número finito de ciclos de lectura/escritura antes de fallar, Con un uso normal, el rango medio es de alrededor de varios millones de ciclos. Sin embargo las operaciones de escrituras serán cada vez más lentas a medida que la unidad envejezca.
Esto debe tenerse en consideración cuando usamos un dispositivo flash para ejecutar desde ellas logiciales o un sistema operativo. Para manejar esto (además de las limitaciones de espacio en las unidades comunes), algunos desarrolladores han lanzado versiones de sistemas operativos como Linux o aplicaciones comunes como Mozilla Firefox diseñadas especialmente para ser ejecutadas desde unidades flash. Esto se logra reduciendo el tamaño de los archivos de intercambio y almacenándolos en la memoria RAM.

### Consideraciones de uso
El cuidado de las memorias USB es igual al de las tarjetas electrónicas y cartuchos de videojuegos: evitar caídas o golpes, humedad, campos magnéticos y calor extremo.
Antiguamente, en los dispositivos más prematuros de esta tecnología, era aconsejado "Desmontar la unidad" o "Quitar el hardware con seguridad " desde el "Administrador de dispositivos" en Windows o "Expulsar" en Mac OS. En algunos sistemas la escritura se realiza en forma diferida (esto significa que los datos no se escriben en el momento) a través de un caché de escritura para acelerar los tiempos de dicha escritura y para que el sistema escriba finalmente "de una sola vez" cuando dicho caché se encuentre lleno, pero si la unidad se retira antes que el sistema guarde el contenido de la caché de escritura se pueden provocar discrepancias en el sistema de archivos existente en la memoria USB que podría generar pérdidas de datos.
Para reducir el riesgo de pérdida de datos, la caché de escritura está desactivada en forma predeterminada para las unidades externas en los sistemas operativos Windows a partir de Windows XP, pero aun así una operación de escritura puede durar varios segundos y no se debe desenchufar físicamente la unidad hasta que haya finalizado completamente, de lo contrario, los datos a escribir se perderán. Aunque la memoria USB no sufra daños, los ficheros afectados pueden ser de difícil o incluso imposible recuperación llegando en algún caso a ser necesario un borrado o formateo completo del sistema de ficheros para poder volver a usarla. Por lo que la extracción hay que tener cuidado en la escritura, pero extraerlo en la lectura sería irrelevante.
En sistemas Windows (2000 ~ XP con Service Pack 2) con unidades de red asignadas, puede ocurrir que al conectar la memoria USB el sistema no le proporcione una letra previamente en uso. En ese caso, habrá que acudir al administrador de discos (diskmgmt.msc), localizar la memoria USB y cambiar manualmente la letra de unidad.
En Windows XP, puede darse el caso de que si la memoria USB no es desconectada utilizando la función de Extracción Segura, Windows automáticamente podría marcar dicho dispositivo como problemático y deshabilitarlo, y se da el caso de que dicha memoria puede utilizarse en otras computadoras pero no en la que está marcada como problemática. Hay que ingresar al Administrador de Dispositivos y volver a habilitarla.
- Aplicaciones de la memoria USB:[8]
  - Guardar archivos cifrados.
  - Almacenar aplicaciones portátiles (ocupan menos espacio, y se ejecutan sin necesidad de instalación previa).
  - Instalar un sistema operativo desde la memoria flash.
  - Almacenaje externo y adicional para dispositivos portátiles (teléfonos móviles,[9] libros electrónicos, reproductor externo multimedia, etcétera).

### Componentes

#### Componentes primarios
Las partes más comunes de una memoria USB son las siguientes:
- Un conector USB macho tipo A (1): Provee la interfaz física con la computadora.
- Controlador USB de almacenamiento masivo (2): Implementa el controlador USB y provee la interfaz homogénea y lineal para dispositivos USB seriales orientados a bloques, mientras oculta la complejidad de la orientación a bloques, eliminación de bloques y balance de desgaste. Este controlador posee un pequeño microprocesador RISC y un pequeño número de circuitos de memoria RAM y ROM.
- Circuito de memoria Flash NAND (4): Almacena los datos.
- Oscilador de cristal (5): Produce la señal de reloj principal del dispositivo a 12 MHz y controla la salida de datos a través de un bucle de fase cerrado (phase-locked loop).

#### Componentes adicionales
Un dispositivo puede incluir también:
- Puentes y puntos de prueba (3): Utilizados en pruebas durante la fabricación de la unidad o para la carga de código dentro del procesador.
- Leds (6): Indican la transferencia de datos entre el dispositivo y la computadora.
- Interruptor para protección de escritura (7): Utilizado para proteger los datos de operaciones de escritura o borrado.
- Espacio libre (8): Se dispone de un espacio para incluir un segundo circuito de memoria. Esto le permite a los fabricantes utilizar el mismo circuito impreso para dispositivos de distintos tamaños y responder así a las necesidades del mercado.
- Tapa del conector USB: Reduce el riesgo de daños y mejora la apariencia del dispositivo. Algunas unidades no presentan una tapa pero disponen de una conexión USB retráctil. Otros dispositivos poseen una tapa giratoria que no se separa nunca del dispositivo y evita el riesgo de perderla.
- Ayuda para el transporte: En muchos casos, la tapa contiene una abertura adecuada para una cadena o collar, sin embargo este diseño aumenta el riesgo de perder el dispositivo. Por esta razón muchos otros tienen dicha abertura en el cuerpo del dispositivo y no en la tapa, la desventaja de este diseño está en que la cadena o collar queda unida al dispositivo mientras está conectado. Muchos diseños traen la abertura en ambos lugares.

## Tecnologías relacionadas

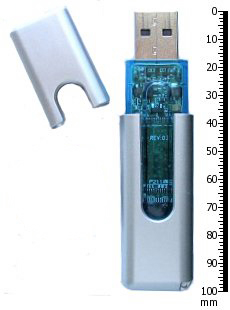
El dispositivo que aparece en la imagen es una memoria USB PNY Attaché de 128 MB. Como muchas de estas unidades, este modelo cuenta con una tapa extraíble (que protege el conector USB macho tipo A) y un orificio o bucle a través del cual se puede colocar una cuerda o un bucle de alambre (apenas visible en esta foto, en la esquina inferior derecha de la memoria USB).

### USB 3.0
Presentado en el 2008, está en pleno auge de transición entre dispositivos USB 2.0 y USB 3.0. La principal novedad técnica del puerto USB 3.0 es que eleva a 4,8 Gbit/s (600 MB/s) la capacidad de transferencia que en la actualidad es de 480 Mbit/s. Se mantendrá el cableado interno de cobre para asegurarse la compatibilidad con las tecnologías USB 1.0 y 2.0.
Si en USB 2.0 el cable dispone de cuatro líneas, un par para datos, una de corriente y una de toma de tierra, en el USB 3.0 se añaden cinco líneas. Dos de ellas se usarán para el envío de información y otras dos para la recepción, de forma que se permite el tráfico bidireccional, en ambos sentidos al mismo tiempo. El aumento del número de líneas permite incrementar la velocidad de transmisión desde los 480 Mbit/s hasta los 4,8 Gbit/s.
La cantidad de corriente que transporta un cable USB 1.0 y 2.0 resulta insuficiente en muchas ocasiones para recargar algunos dispositivos, especialmente si utilizamos concentradores donde hay conectados varios de ellos. En USB 3.0, se aumenta la intensidad de la corriente de 100 miliamperios a 900 miliamperios, con lo que pueden ser cargadas las baterías a una mayor velocidad o poder alimentar otros componentes que requieran más potencia. Este aumento de la intensidad podría traer consigo un menor rendimiento energético. Pero pensando en ello, USB 3.0 utiliza un nuevo protocolo basado en interrupciones, al contrario que el anterior que se basaba en consultar a los dispositivos periódicamente.
El aumento de líneas en USB 3.0 provoca que el cable sea ligeramente más grueso, un inconveniente importante. Si hasta ahora los cables eran flexibles, con el nuevo estándar estos tienen un grueso similar a los cables que se usan en redes Ethernet, siendo por tanto más rígidos.
Igual que pasa entre USB 1.1 y USB 2.0 la compatibilidad está garantizada entre USB 2.0 y USB 3.0, gracias al uso de conectores similares, cuyos contactos adicionales se sitúan en paralelo, de forma que no afectan en caso de usar algún puerto que no sea del mismo tipo.

## Cuidados
- Antes de usar una memoria USB, se tiene que formatear, por ejemplo con el formato exFAT, que es más resistente y eficiente que los formatos FAT16 y FAT32. Si se va a usar la memoria en otros dispositivos como minicomponentes, videograbadoras o radiograbadoras, es preferible utilizar el formato FAT32 para una mejor compatibilidad con estas máquinas, pero tomando en cuenta que este formato no admite archivos con un tamaño mayor a 4 GB cada uno ni es compatible con memorias de capacidades superiores a 32 GB.
- Se debe evitar la exposición directa al sol y el exceso de humedad puede degradar la memoria y, en casos extremos, provocar la pérdida de la información. Igualmente, se debe tener cuidado de golpes y caídas, por el desprendimiento de las soldaduras.
- Es normal que las memorias se calienten un poco mientras se usan, pero si se calientan en exceso pueden provocar fallos que dañarían la información.
- Siempre es recomendable desmontar la memoria USB o ejecutar la "expulsión segura" antes de desconectarla, dado que es posible que los datos sean leídos, por ejemplo por programas antivirus o por el sistema en la memoria, lo que podría dañar la información.
- Es recomendable utilizar una aplicación de vacuna de memorias USB para proteger el equipo y las memorias de infecciones por virus informáticos.
- Con programas como H2testw y o el comando de MS-DOS CHKDSK /x /r se busca sectores dañados; los sectores dañados en memorias USB no se pueden reparar o marcar como defectuosos para el Sistema Operativo, la memoria USB se debería sustituir inmediatamente, o requerir la ayuda de un Ingeniero.